# 식물 잔사

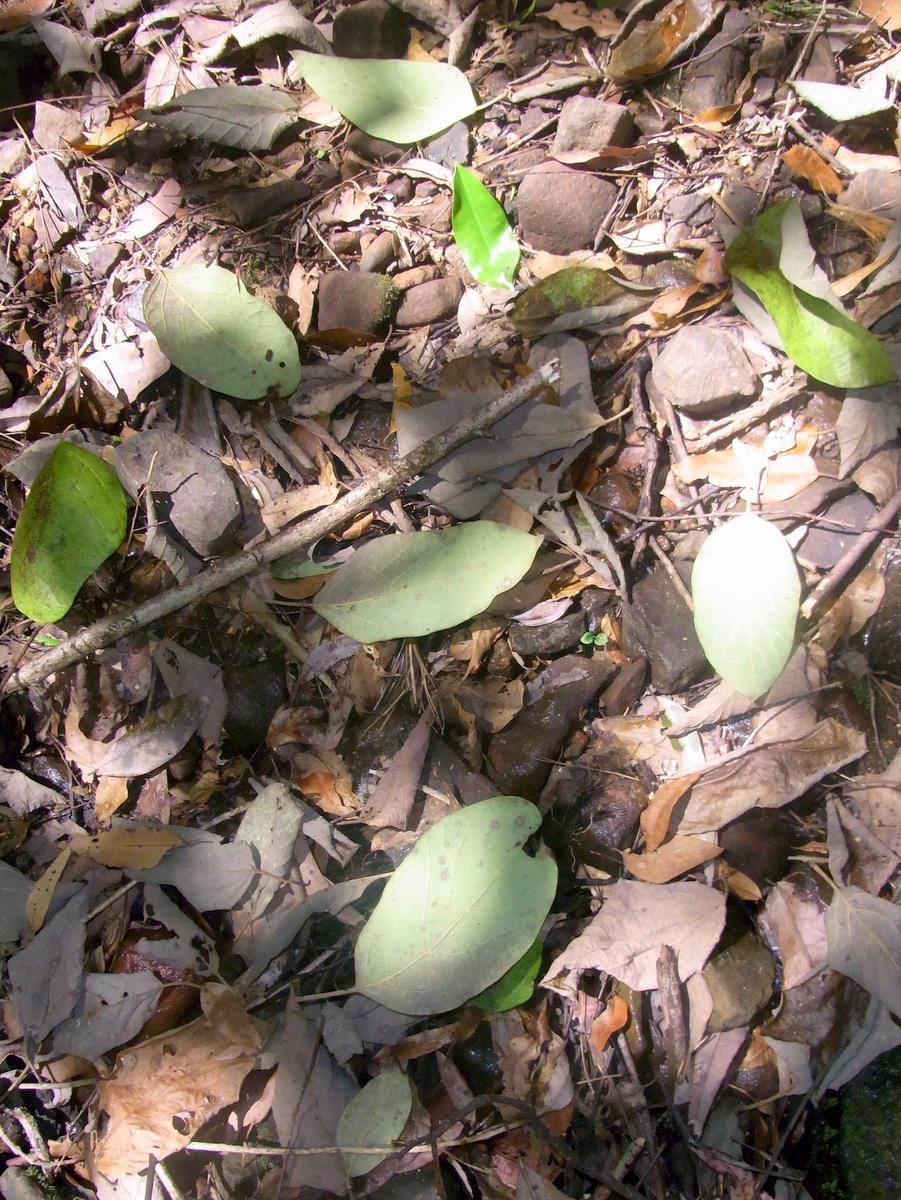

식물 잔사(植物殘渣, plant litter)는 땅에 떨어진 죽은 식물 물질(예: 잎, 나무껍질, 구과식물)이다. 이러한 죽은 유기 물질과 그 구성 영양분은 일반적으로 토양의 최상층에 추가된다. 이는 생태학적 생산성을 나타내고 지역 영양 순환과 토양비옥도를 예측하는 데 유용할 수 있으므로 생태계 역학에서 중요한 요소이다.

## 같이 보기
- 유기 분해물
- 임상층
- 토양층위